# 튀리피오르덴호

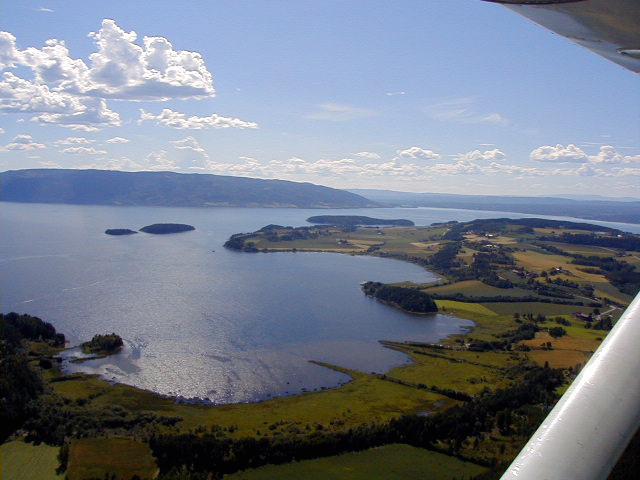
튀리피오르덴 호

튀리피오르덴 호(Tyrifjorden)는 노르웨이 부스케루주에 있는 호수로, 깊이는 97m이다.